# Les Galaxiens
Les Galaxiens, de son titre original Le Scrameustache et les Galaxiens, est le septième album de la série Le Scrameustache de Gos. L'histoire est publiée pour la première fois du no 2088 au no 2107 du journal Spirou, puis en album en 1979.

## Personnages
- Khéna
- Le Scrameustache
- Oncle Georges
- Les Galaxiens

## Résumé
L'équipe de Galaxiens venue en aide au Scrameustache dans le volume précédent est contrainte de demeurer plusieurs mois à Chambon-les-Roses, au grand dam de l'oncle Georges qui doit les héberger.
Mais les Galaxiens sauront se rendre utiles...

### Documentation
- Jean Léturgie, « Les Galaxiens », Schtroumpfanzine, no 31,‎ juin 1979, p. 23.